# Derek Cooke
Derek Cooke Jr. (Washington D. C., 23 de agosto de 1991) es un baloncestista estadounidense que pertenece a la plantilla del Pistoia Basket de la Lega Basket Serie A. Con 2,06 metros de estatura, juega en las posiciones de ala-pívot o pívot indistintamente.

## Trayectoria deportiva

### Universidad
Tras pasar una temporada en el Community College de Cloud County, donde lideró al equipo en rebotes (8,4 por partido) y tapones (1,7), fue transferido a los Cowboys de la Universidad de Wyoming, donde jugó tres temporadas más en las que promedió 5,8 puntos, 5,1 rebotes y 0,7 tapones por partido.

### Profesional
Tras no ser elegido en el Draft de la NBA de 2015, en el mes de junio firmó su primer contrato profesional con el Rethymno BC de la liga griega, pero fue despedido tras disputar tan sólo tres partidos, en los que promedió 2,7 puntos y 3,3 rebotes.
En el mes de noviembre fue adquirido por los Bakersfield Jam de la NBA D-League, donde en su primera temporada promedió 4,8 puntos y 7,0 rebotes por partido.
En julio de 2016 se unió a los Phoenix Suns en las Ligas de Verano de la NBA, equipo con el que firmó el 25 de septiembre, pero fue despedido antes del comienzo de la temporada. El 31 de octubre fue adquirido por los Northern Arizona Suns como jugador afiliado de Phoenix.
El 2 de enero de 2021, firma por el BC Tsmoki-Minsk de la Premier League de Bielorrusia (baloncesto).
El 29 de julio de 2021, firma por el Brose Bamberg de la Basketball Bundesliga.
El 25 de octubre de 2021 firmó con el Hapoel Gilboa Galil de la liga israelí.
El 21 de julio de 2022 fichó por el Treviso Basket de la Lega Basket Serie A.
El 5 de agosto de 2023 fichó por el Dolomiti Energia Trento de la Lega Basket Serie A italiana.
El 12 de septiembre de 2024, firma por el Hiopos Lleida de la Liga Endesa. El 11 de diciembre de 2024 finaliza su contrato con el conjunto ilerdense.